# Nilópolis

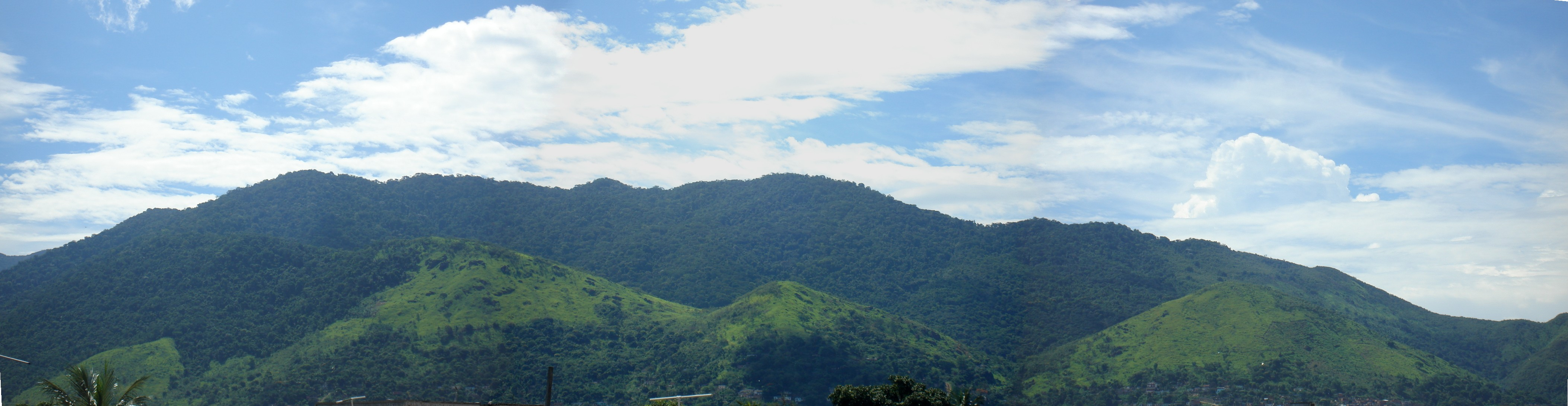
Muntanya Gericinó, Mesquita City, vista des de Nilópolis

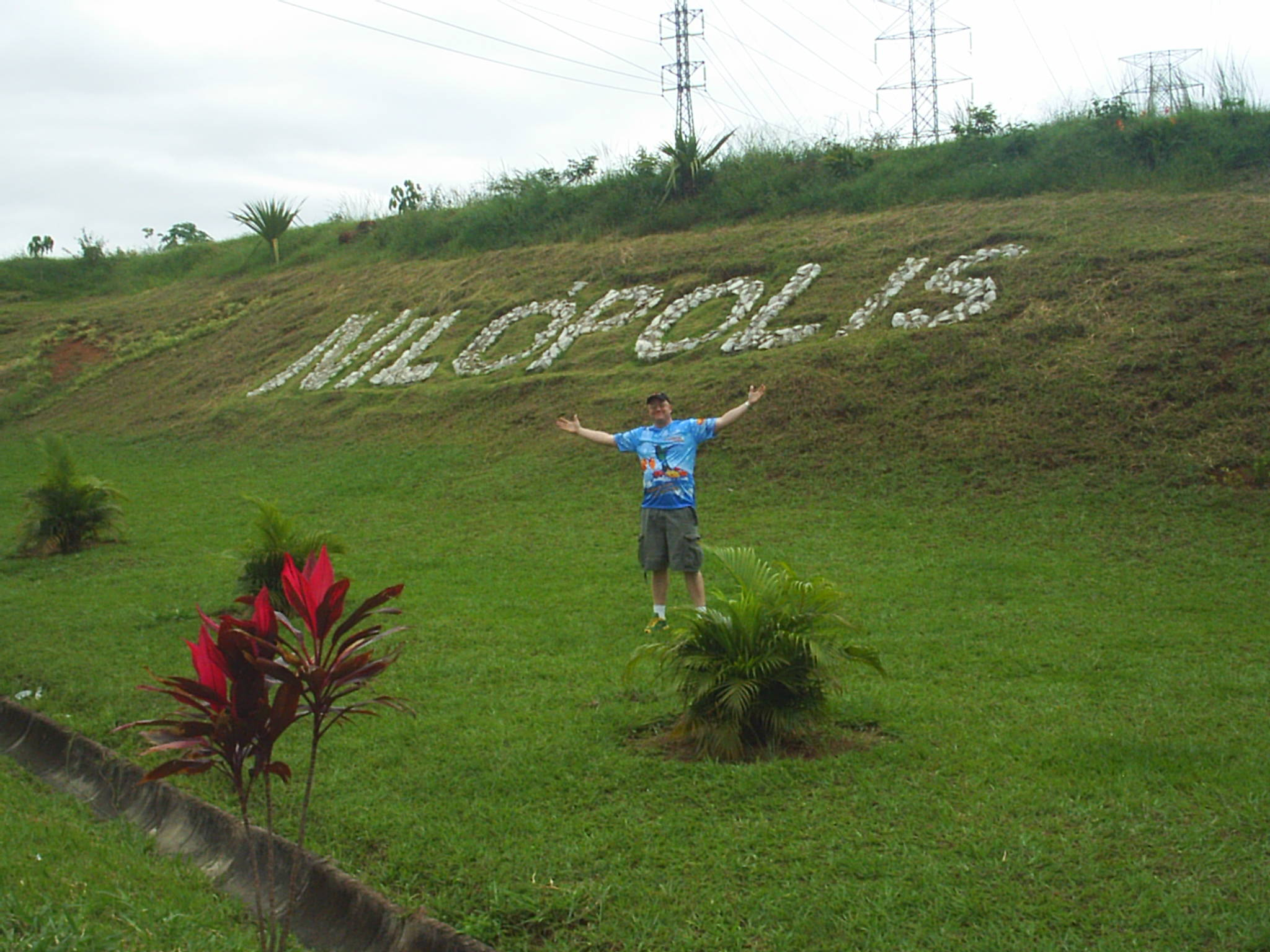
Entrada a Nilópolis City

Nilópolis és una ciutat i un municipi del Brasil, situat a la regió sud-oest de l'Estat de Rio de Janeiro, fent frontera amb São João de Meriti, Mesquita, estat de Rio de Janeiro. És el municipi més petit d'estat de Rio de Janeiro, amb una població de 153 habitants de,712 que viuen en una àrea de les 19.16 km²;.
Nilópolis era part de la capitania de São Vicente que pertanyia a Martim Afonso de Sousa el 1531.
Nilópolis és famós pel seu Grêmio Recreativo Escola de SambaBeija-flor de Nilópolis, una de les Escoles de samba més reeixides i luxoses i normalment un primer candidat per guanyar la desfilada de carnaval en la desfilada de Rio.